# Mark Dennis
Mark Earl Dennis (Streatham, 2 maggio 1961) è un ex calciatore inglese, di ruolo difensore.

## Carriera
Nella squadra dell'anno 1979-1980 della PFA Football League Second Division, risulta al ventiquattresimo posto nella classifica dei 50 peggiori calciatori che abbiano mai giocato in Premier League stilata dal Times nel 2007.
Espulso 12 volte in carriera, i suoi tackle azzardati e il suo atteggiamento controverso lo portano a farsi soprannominare Psycho, ancora prima del più famoso Stuart Pearce.
Oggi è il ds del Winchester City.